# Pseudenargia
Pseudenargia là một chi bướm đêm thuộc họ Noctuidae.

## Loài
- Pseudenargia deleta (Osthelder, 1933)
- Pseudenargia regina (Staudinger, 1891)
- Pseudenargia troodosi Svendsen, Nilsson & Fibiger, 1999
- Pseudenargia ulicis (Staudinger, 1859)
- Pseudenargia versicolora (Saalmuller, 1891)
- Pseudenargia viettei (Berio, 1955)